# Cis clarki
Cis clarki es una especie de coleóptero de la familia Ciidae.

## Distribución geográfica
Habita en Australia.